# Partido Republicano Liberal do Rio Grande do Sul
Partido Republicano Liberal do Rio Grande do Sul foi um partido político brasileiro fundado em 1932, por Osvaldo Aranha e pelo general Flores da Cunha, de apoio ao governo da República. De fato, o partido atuou como porta-voz da oligarquia gaúcha que apoiava Getúlio Vargas.

## Membros
- Flores da Cunha
- Osvaldo Aranha